# 칭양구

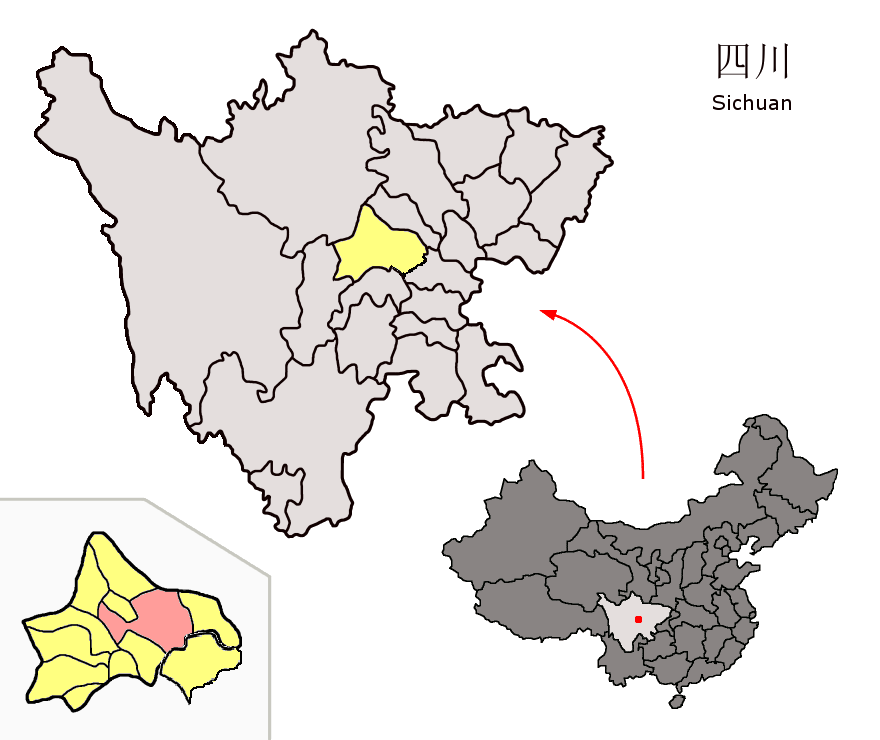
칭양 구의 위치

칭양구(한국어: 청양구, 중국어: 青羊区, 병음: Qīngyáng Qū)는 중화인민공화국 쓰촨성 청두시의 현급 행정구역이다. 넓이는 66km2이고, 인구는 2007년 기준으로 520,000명이다.

## 기후
연평균 기온은 16°C이고 연평균 강수량은 938mm이다.

## 행정 구역
14개 가도를 관할한다.
- 가도: 草市街街道, 西御河街道, 少城街道, 光华街道, 文家街道, 汪家拐街道, 草堂路街道, 黄田坝街道, 府南街道, 东坡街道, 金沙街道, 新华西路街道, 苏坡街道.